# Tracy Scoggins

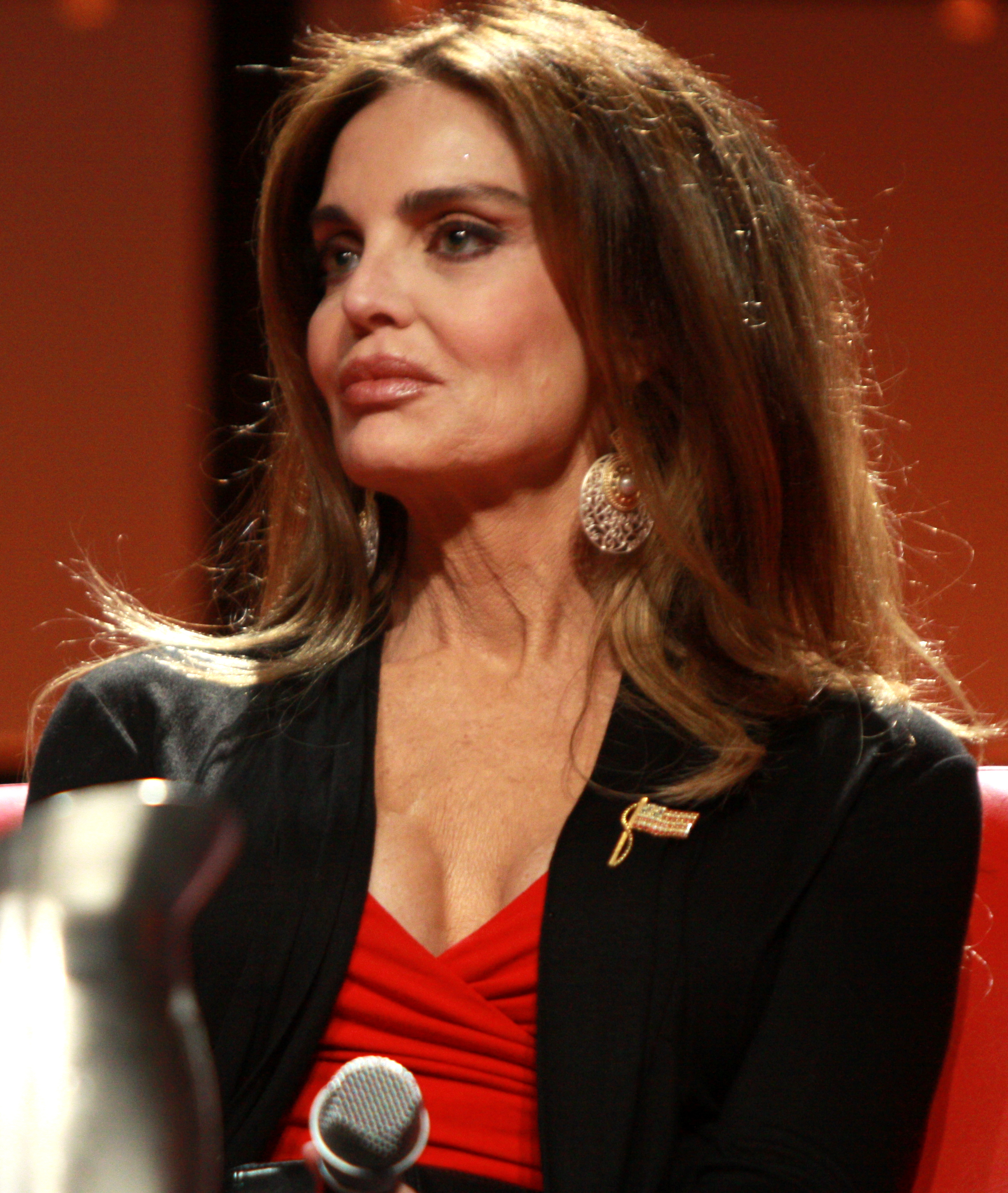
Tracy Scoggins (2013)

Tracy Dawn Scoggins (* 13. November 1953 in Dickinson, Texas) ist eine US-amerikanische Schauspielerin, Filmproduzentin und Fotomodell.

## Leben und Karriere

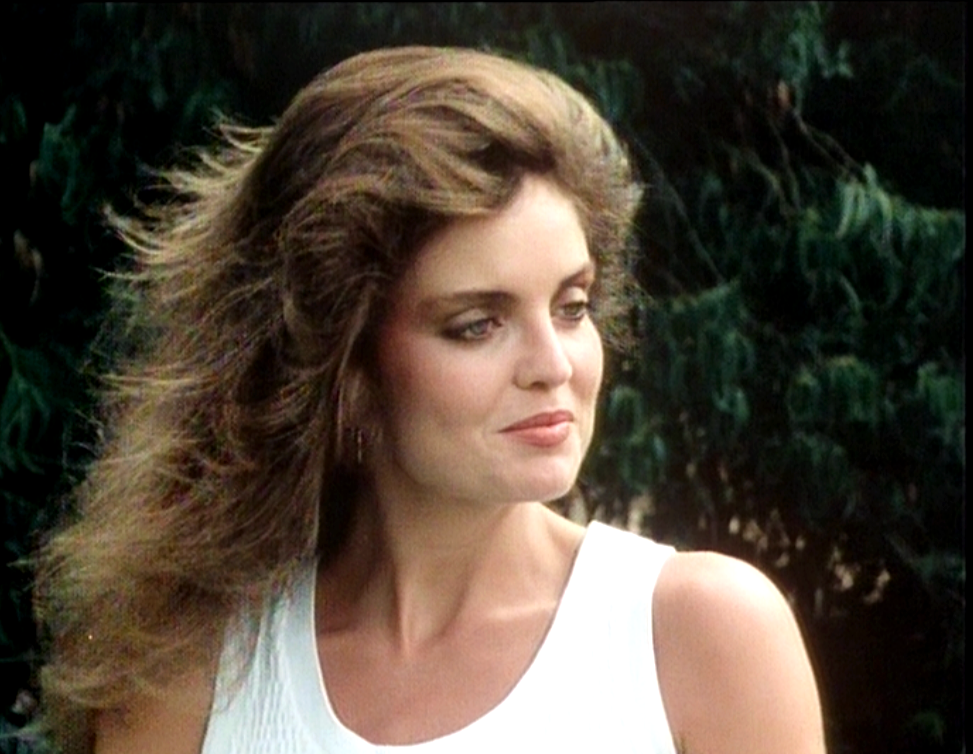
Tracy Scoggins in The Optimist (1983)

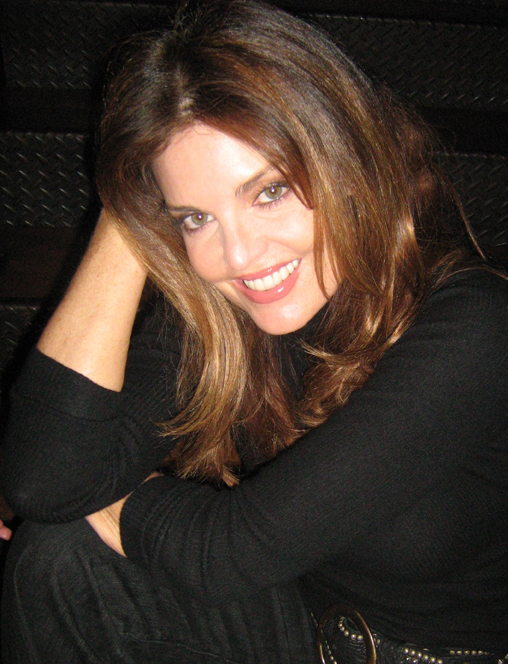
Tracy Scoggins (2008)

Scoggins ist die einzige Tochter von John Scott Scoggins and Lou Cille Scoggins, geb. Crump. Beide Eltern waren Rechtsanwälte und sportlich aktiv, ihre Mutter war eine ehemlige Tennisspielerin. Nach Abschluss der Dickinson High School studierte Scoggins Leibeserziehung an der Southwest Texas State University. Nach dem Abschluss begann sie als Model in New York City zu arbeiten, um so ihre Schauspielausbildung zu finanzieren. Ab 1980 studierte sie Schauspiel im Herbert Berghoff Studio und dem Wynn Hanmann Studio.
1981 debütierte sie in einer Episode der Fernsehserie Ein Duke kommt selten allein. Im Jahr 1998 spielte sie eine Hauptrolle in der fünften Staffel der Serie Babylon 5 und anschließend in deren Ableger Crusade. 
Scoggins war Hauptdarstellerin von drei Serien und Gastdarstellerin zahlreicher anderer Serien.

## Engagement
Gleichzeitig engagiert sich Scoggins für soziale Projekte. So setzt sie sich für die Prävention von Vergewaltigungen ein. So moderierrte sie 1992 das Video Rape is Not an Option (deutsch: Vergewaltigung ist keine Lösung).

## Filmografie (Auswahl)
- 1982: Ein Duke kommt selten allein (The Dukes of Hazard, Fernsehserie, Folge 4x21)
- 1982: Ein Colt für alle Fälle (The Fall Guy, Fernsehserie, Folge 2x08)
- 1983: Remington Steele (Fernsehserie, Folge 1x18)
- 1983: Fäuste, Gangs und heiße Öfen (The Renegades, 6 Folgen)
- 1983: The Optimist (Fernsehserie, Folge 1x03)
- 1983: Dallas (Fernsehserie, Folge 7x04)
- 1983: Hardcastle & McCormick (Fernsehserie, Folge 1x09)
- 1983: Das A-Team (The A-Team, Fernsehserie, 2 Folgen)
- 1984: Mike Hammer (Mickey Spillane’s Mike Hammer, Fernsehserie, Folge 1x01)
- 1984: T. J. Hooker (Fernsehserie, Folge 3x15)
- 1984: Das fliegende Auge (Blue Thunder, Fernsehserie, Folge 1x06)
- 1985: Die Fälle des Harry Fox (Crazy Like a Fox, Fernsehserie, Folge 1x10)
- 1985–1987: Die Colbys – Das Imperium (The Colbys, Fernsehserie, 49 Folgen)
- 1985, 1989: Der Denver-Clan (Dynasty, Fernsehserie, 10 Folgen)
- 1990: Watchers 2 – Augen des Terrors (Watchers II)
- 1991: Nameless – Total Terminator (Timebomb)
- 1992: Demonic Toys
- 1992: Renegade – Gnadenlose Jagd (Renegade, Fernsehserie, Folge 1x06)
- 1993: Tod im Spielzeugland (Dollman vs. Demonic Toys)
- 1993–1994: Superman – Die Abenteuer von Lois & Clark (Lois & Clark: The New Adventures of Superman, Fernsehserie, 21 Folgen)
- 1995: Star Trek: Deep Space Nine (Fernsehserie, Folge 3x15)
- 1995–1996: Wildes Land – The Outlaw Years (Lonesome Dove: The Series, Fernsehserie, 22 Folgen)
- 1996: Dallas – J.R. kehrt zurück (Dallas: J.R. Returns, Fernsehfilm)
- 1996: Cybill (Fernsehserie, Folge 2x14)
- 1996–1997: Highlander (Fernsehserie, 3 Folgen)
- 1998: Babylon 5 (Fernsehserie, 10 Folgen)
- 1998: Dallas – Kampf bis aufs Messer (Dallas: War of the Ewings, Fernsehfilm)
- 1999: Crusade (Fernsehserie, 13 Folgen)
- 2001: A Crack in the Floor – Der Schrecken ist unter euch (A Crack in the Floor)
- 2005: The Cutter
- 2005–2007: Dante’s Cove (Fernsehserie, 12 Folgen)
- 2006: Mr. Hell
- 2006: Nip/Tuck – Schönheit hat ihren Preis (Nip/Tuck, Fernsehserie, Folge 4x01)
- 2008: Navy CIS (NCIS, Fernsehserie, Folge 6x10)
- 2012: Castle (Fernsehserie, Folge 4x12)
- 2014: Borrowed Moments
- 2023: Babylon 5: The Road Home (Stimme)